# ألف ليلة (مسلسل)
ألف ليلة هو مسلسل تلفزيوني هندي مستوحى من ألف ليلة وليلة. تم إنتاجه بواسطة ساغار للفن. تم صنعه في موسمين. أنتج المسلسل من عام 1993 إلى عام 1997 مكون من 143 حلقة على قناة دي دي ناشيونال.
تبدأ حبكة المسلسل منذ البداية عندما تبدأ شهرزاد في سرد القصص لشهريار وتحتوي على القصص المشهورة والأقل شهرة من ألف ليلة وليلة المذكورة.

## القصص

### الموسم الأول (1993 - 1995)
- الحلقة 1-2 مقدمة قصة الملك شهريار والملكة شهرزاد
- الحلقة 2-6 التاجر والجني (تأجير الجن)
- الحلقة 6-9 قصة المسافر الأول
- الحلقة 9-13 قصة المسافر الثاني
- الحلقة 13-15 الصياد والجني[3]
- الحلقة 15-18 حكاية الوزير والحكيم دوبان
- الحلقة 19-33 علاء الدين والمصباح السحري
- الحلقة 34-47 علي بابا والأربعين لصًا[4]
- الحلقة 48-49 السندباد البحري
- الحلقة 50-55 رحلة السندباد الأولى
- الحلقة 56-69 رحلة السندباد الثانية
- الحلقة 70-89 رحلة السندباد الثالثة
- الحلقة 90-106 رحلة السندباد الرابعة
- الحلقة 107-135 الأمير جلال طالب ومليكة حميرة
- الحلقة 136-143 الأمير جمال ثاقب والأميرة ماهابارا

### الموسم الثاني (1995 - 1997)
- المغامرات الليلية للخليفة العبَّاسي هارُون الرَّشيد
- حكم الخليفة
- قصة الرجل الأعمى
- زيشان وسوفونيسبا، يعتمد بشكل فضفاض على تاريخ سيدي النعمان
- تاريخ خواجة حسن الحبال
- الأخوين جلال وبلال
- الأمير عفت وفيروزا ضد فيروز
- (خاتمة قصة شهريار وشهرزاد)

## البطولة

### بطولة رئيسية
- جيريجا شانكار، في دور الملك شهريار
- داميني كانوال شيتي، بدور الملكة شهرزاد
- فيروز علي، في دور شهزادة آفاق

### بطولة متكررة الظهور
- شاهناواز برادان، في دور الوزير الملكي (مقدمة)، سندباد البحار، استنساخ بدروس (قوس سندباد)، اللص أسفانديار (قوس علي بابا)
- برامود كابور، في دور التاجر سراج الدين شريف زرداري (التاجر وقوس الماعز)، الأمير جلفعام/شاه خرام من مهرباد/الساحر مصري (قوس السندباد)، الساحر أزغار (قوس جلال طالب)، الملك بازيك (قوس الأخوين)
- مولراج راجدة، بدور حكيم دوبان
- نيلا باتل في دور زوجة الصياد (قوس الصياد والجني)، والدة علاء الدين (قوس علاء الدين)، زوجة شاه بغداد (قوس السندباد)، الملكة زماني من شهرستان (قوس جلال طالب).
- بابيا سينجوبتا، في دور الأميرة جولافشا من ناجيستان
- سانجيف شارما، في دور هاشم (قوس علي بابا)، دانيال (قوس جلال طالب)
- بينكي باريك، في دور دوراكشا (قوس التاجر والماعز)، والجنية زيبا زيمي شاهين (قوس علاء الدين)، ومارجينا (قوس علي بابا)، والأميرة بدر البدور والملكة الساحرة تاجوتي (قوس السندباد).
- سولاكشانا خاطري، بدور الساحرة أسبيلا (قوس السندباد)، أميرة الجثث أجار سلاتية (قوس جلال طالب)
- رادها ياداف في دور دلشاد (قوس علي بابا)، والدة الطفل المختطف (قوس سندباد)
- لاتا هيا (née Lata Nagar) بدور الملكة مليكة العالية (قوس السندباد)، الملكة الساحرة حميرة (قوس جلال طالب)
- موكول ناج في دور الأمير جمال ساكب من شاه هارون آباد (قوس الأخوين)

## روابط خارجية
- موقع صور ساجار
- موقع الإنتاج
- صفحة تلفزيون Dhamaal نسخة محفوظة 28 October 2019 على موقع واي باك مشين.